# آندره بارنو
آندره بارنو (انگلیسی: Andrea Barnó؛ زادهٔ ۴ ژانویهٔ ۱۹۸۰) بازیکن هندبال اهل اسپانیا است.